# Tomás Avilés
Tomás Avilés (né le 3 août 2004) est un footballeur argentin qui évolue comme défenseur central pour le club de Major League Soccer, l'Inter Miami. Il a représenté l'Équipe d'Argentine de football des moins de 20 ans après avoir joué pour les jeunes de l'équipe du Chili.

## Carrière
Tomás Avilés a été formé au Boxing Club et à CAI (Comodoro Rivadavia), puis a rejoint l'académie de jeunes du Racing Club en janvier 2020. Il a signé son premier contrat professionnel avec le Racing Club le 17 février 2023 et a fait ses débuts en championnat argentin contre Lanús le 27 février 2022.
Le 1er août 2023, Avilés a signé un contrat avec l'Inter Miami CF en MLS jusqu'à la fin de 2026.

## Carrière internationale
Avilés est né en Argentine et a des origines chiliennes par sa grand-mère maternelle. Il a joué pour l'Équipe du Chili de football des moins de 20 ans aux Jeux sud-américains de 2022 et au Championnat de la CONMEBOL des moins de 20 ans en 2023. Il a ensuite été sélectionné pour jouer avec l'Équipe d'Argentine de football des moins de 20 ans lors de la Coupe du monde de football des moins de 20 ans 2023.

## Palmarès
Inter Miami
Leagues Cup : 2023